# Geografia ludności
Geografia ludności – nauka badająca wzajemne zależności pomiędzy człowiekiem a środowiskiem geograficznym.
Do głównych pól badawczych geografii ludności należy:
- Rozmieszczenie ludności na świecie, jej przyczyny i skutki.
- Gęstość zaludnienia i koncentracja ludności.
- Ruch naturalny (urodzenia, małżeństwa, rozwody, zgony), jego zmienność w czasie i przestrzeni oraz skutki jego zróżnicowanego tempa.
- ruch wędrówkowy (migracyjny), jego przyczyny, cechy charakterystyczne i skutki.
- Ruch rzeczywisty (naturalny, wędrówkowy).
- Struktury ludności (do gł. należą: rasowa, etniczna, językowa, społeczno-zawodowa, płci, wieku).